# Muraguada

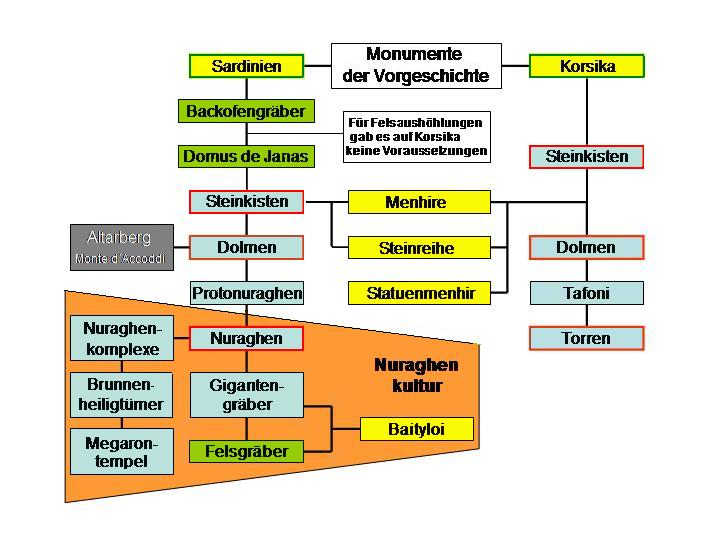
Typenreihe sardisch-korsischer Monumente

Das Gigantengrab von Muraguada (auch Mura Cuata oder Mura Cuada genannt) liegt an der Bahnstrecke Cagliari–Golfo Aranci Marittima bei Bauladu, in der Nähe von Paulilatino in der Provinz Oristano auf Sardinien. Die in Sardu „Tumbas de sos zigantes“ und auf Italienisch (plur.) „Tombe dei Giganti“ genannten Bauten sind die größten pränuraghischen Kultanlagen Sardiniens und zählen europaweit zu den spätesten Megalithanlagen. Die 321 bekannten Gigantengräber sind Monumente der bronzezeitlichen Bonnanaro-Kultur (2.200–1.600 v. Chr.), die Vorläuferkultur der Nuragher ist.

## Typenfolge
Baulich treten Gigantengräber in zwei Varianten auf. Die Anlagen mit Portalstelen und Exedra gehören zum älteren Typ. Bei späteren Anlagen besteht die Exedra statt aus monolithischen Stelen, aus einer in der Mitte deutlich erhöhten Quaderfassade aus bearbeiteten und geschichteten Steinblöcken. Das Gigantengrab von Muraguada ist eine Anlage des jüngeren Typs (mit Quaderfassade) aus Basaltblöcken.

## Beschreibung
Die Anlage ist durch Dimensionen charakterisiert, die unterhalb der vergleichbarer Gigantengräber liegen. Die Anlage Li Lolghi ist etwa doppelt so groß, die von Sos Ozzastros (3,4 m lang) bei Abbasanta, Pedras Doladas bei Scano di Montiferro und S´Omu ´e Nannis sind jedoch kleiner. Muraguadas Fassade ist auch weitaus niedriger als die für Gigantengräber mit Quaderfassade kolossale von Is Concias. Sein Zugang ist mit 60 × 50 cm von normaler Größe. Die Kammerhöhe beträgt 1,8 m, was über dem Durchschnitt liegt. Die Kammer ist völlig erhalten und besitzt eine Apsis und ein falsches Gewölbe.